# Torben Meyer

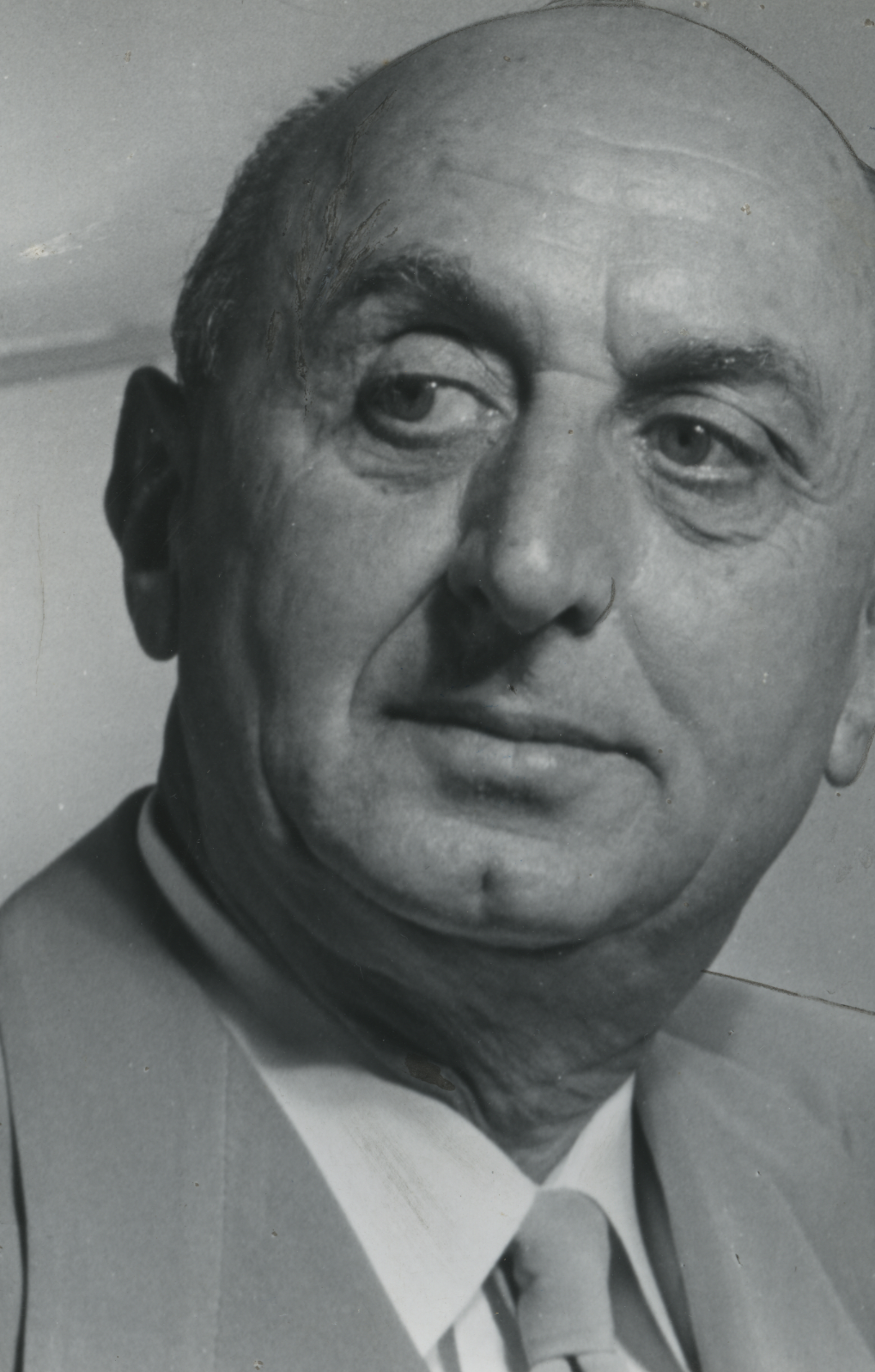
Torben Meyer (um 1950)

Torben Emil Meyer (* 1. Dezember 1884 in Aarhus, Dänemark; † 22. Mai 1975 in Hollywood, Kalifornien, USA) war ein dänischer Schauspieler.

## Leben und Karriere
Torben Meyer begann seine Schauspielkarriere in Dänemark beim Theater. Nach seinem Filmdebüt in Afgrunden (1910) wurde er beim dänischen Stummfilm regelmäßig in Nebenrollen eingesetzt. Um 1926 wanderte Meyer in die USA aus und arbeitete fortan in Hollywood. In der Stummfilmära spielte er meist noch größere Rollen, doch mit Beginn des Tonfilmes Ende der 1920er-Jahre erwies sich sein schwerer Akzent als Nachteil, woraufhin er anschließend zumeist nur noch kleinere Rollen angeboten bekam. In dem Klassiker Casablanca (1942) ist er etwa für nur einige Sekunden als ehemaliger Präsident der zweitgrößten Bank von Amsterdam zu sehen, der nun als Flüchtling in Ricks Cafe sein Dasein fristet. 
In ähnlichen Kurzauftritten blieb er aber bis in die 1960er-Jahre vielbeschäftigt und erhielt hin und wieder auch etwas größere Rollen. In den 1940er-Jahren wurde der kahlköpfige Meyer ein Lieblingsdarsteller des Regisseurs Preston Sturges, der ihn in seinen Komödien wie Weihnachten im Juli (1940) oder Atemlos nach Florida (1942) für meist exzentrische Nebencharaktere einsetzte. Trotz seiner skandinavischen Herkunft spielte Meyer oft deutsche Figuren, häufig Kellner oder Butler. In einer seiner letzten Filmrollen verkörperte Meyer 1961 einen angeklagten deutschen Nazi-Richter in Stanley Kramers Gerichtsdrama Urteil von Nürnberg, der im Laufe des Prozesses seine Schuld anerkennt, aber seine Handlungen nicht erklären kann.
Seine Karriere beendete Meyer im Jahre 1966 mit einer Gastrolle in Bezaubernde Jeannie; insgesamt spielte er seiner über 50-jährigen Filmkarriere in rund 250 Kinofilmen, außerdem hatte er in den 1950er- und 1960er-Jahren noch mehrere Fernsehauftritte. Er starb 1975 im Alter von 90 Jahren an einer Lungenentzündung in Hollywood.

## Filmografie (Auswahl)
- 1910: Abgründe (Afgrunden)
- 1912: Herzenskämpfe (Hjerternes Kamp)
- 1913: Atlantis
- 1915: Revolutionshochzeit (Revolutionsbryllup)
- 1921: Film, Flirt und Verlobung (Revolutionsbryllup)
- 1923: Der letzte Tanz (Den sidste Dans)
- 1924: Klein Dorrit (Lille Dorrit)
- 1925: Wenn zwei sich lieben (Fra Piazza del Popolo)
- 1926: Die Lieblingsfrau des Maharadscha (Maharadjahens yndlingshustru III)
- 1926: Don Quichote (Don Quixote)
- 1926: Der tanzende Tor (Klovnen)
- 1928: Der Mann, der lacht (The Man Who Laughs)
- 1928: Die Arche Noah (Noah’s Ark)
- 1928: Die Teufel der Nordsee (The Viking)
- 1929: Die letzte Warnung (The Last Warning)
- 1930: Der Tolpatsch (Lummox)
- 1932: Der Mann, den sein Gewissen trieb (Broken Lullaby)
- 1932: Mord in der Rue Morgue (Murders in the Rue Morgue)
- 1932: What Price Hollywood?
- 1932: Der schöne Karl (Downstairs)
- 1932: The Animal Kingdom
- 1933: Rendez-vous in Wien (Reunion in Vienna)
- 1934: Mandalay
- 1934: Das Leben geht weiter (The World Moves On)
- 1934: Liebesreigen (Music in the Air)
- 1934: Abenteuer in Borneo (Pursued)
- 1934: Madame befiehlt! (Enter Madame)
- 1935: Roberta
- 1935: Die Frau auf Seite 1 (Front Page Woman)
- 1935: Frankensteins Braut (Bride of Frankenstein)
- 1935: Das Zeichen des Vampirs (Mark of the Vampire)
- 1935: Das schwarze Zimmer (The Black Room)
- 1935: The Gay Deception
- 1935: Charlie Chan in Shanghai
- 1935: Flucht aus Paris (A Tale of Two Cities)
- 1935: Wenn sie nur kochen könnte (If You Could Only Cook)
- 1936: Wenn der Vater mit dem Sohne.. (Piccadilly Jim)
- 1937: Hoheit flirtet (Thin Ice)
- 1937: Der Gefangene von Zenda (The Prisoner of Zenda)
- 1937: Finale in St. Petersburg (The Emperor’s Candlesticks)
- 1937: Tanz mit mir (Shall We Dance)
- 1938: Der große Walzer (The Great Waltz)
- 1938: Topper geht auf Reisen (Topper Takes a Trip)
- 1939: Nurse Edith Cavell
- 1940: Paul Ehrlich – Ein Leben für die Forschung (Dr. Ehrlich’s Magic Bullet)
- 1940: Der große Diktator (The Great Dictator)
- 1940: Weihnachten im Juli (Christmas in July)
- 1941: Die Falschspielerin (The Lady Eve)
- 1941: Sunny
- 1941: Sullivans Reisen (Sullivan’s Travels)
- 1942: Casablanca
- 1942: Atemlos nach Florida (The Palm Beach Story)
- 1943: Von Agenten gejagt (Journey Into Fear)
- 1943: Frankenstein trifft den Wolfsmenschen (Frankenstein Meets the Wolf Man)
- 1943: Aufstand in Trollness (Edge of Darkness)
- 1943: Jack London
- 1944: Sensation in Morgan’s Creek (The Miracle of Morgan’s Creek)
- 1944: Pinky und Curly (Once Upon a Time)
- 1944: Heil dem siegreichen Helden (Hail the Conquering Hero)
- 1945: Hotel Berlin
- 1945: Yolanda und der Dieb (Yolanda and the Thief)
- 1946: Der Held des Tages (The Kid from Brooklyn)
- 1946: Mit Pinsel und Degen (Monsieur Beaucaire)
- 1947: Verrückter Mittwoch (The Sin of Harold Diddlebrock)
- 1947: Clara Schumanns große Liebe (Song of Love)
- 1947: Der Verbannte (The Exile)
- 1947: Mädchen für Hollywood (Variety Girl)
- 1948: Brief einer Unbekannten (Letter from an Unknown Woman)
- 1948: Die unvollkommene Dame (Julia Misbehaves)
- 1948: Die Ungetreue (Unfaithfully Yours)
- 1949: Zwei Männer und drei Babies (And Baby Makes Three)
- 1949: Der große Liebhaber (The Great Lover)
- 1950: Der Weihnachtswunsch (The Great Rupert)
- 1951: Auf Bewährung freigelassen (The Company She Keeps)
- 1951: Mein Mann will heiraten (Grounds for Marriage)
- 1951: Das Herz einer Mutter (The Blue Veil)
- 1951: Come Fill the Cup
- 1951: Spione, Liebe und die Feuerwehr (My Favorite Spy)
- 1952: Die lustige Witwe (The Merry Widow)
- 1953: War es die große Liebe? (The Story of Three Loves)
- 1953: Madame macht Geschichte(n) (Call Me Madame)
- 1953: Houdini, der König des Varieté (Houdini)
- 1954: Der Schürzenjäger von Venedig (Casanova’s Big Night)
- 1954: Der sympathische Hochstapler (Living It Up)
- 1955: Wir sind keine Engel (We’re No Angels)
- 1956: Der Eroberer (The Conqueror)
- 1956: Broadway-Zauber (Anything Goes)
- 1956: Alles um Anita (Hollywood or Bust)
- 1956: I Love Lucy (Fernsehserie, eine Folge)
- 1957: Ein Leben im Rausch (The Helen Morgan Story)
- 1958: Die Fliege (The Fly)
- 1958: Die Heiratsvermittlerin (The Matchmaker)
- 1959: Diese Erde ist mein (This Earth Is Mine)
- 1960: Café Europa (G.I. Blues)
- 1961: Urteil von Nürnberg (Judgment at Nuremberg)
- 1963: Eine neue Art von Liebe (A New Kind of Love)
- 1964: Die Seaview – In geheimer Mission (Fernsehserie, eine Folge)
- 1966: Bezaubernde Jeannie (Fernsehserie, eine Folge)